# 1921
1921 (MCMXXI) byl rok, který dle gregoriánského kalendáře započal sobotou.

## Události

### Československo
- 15. ledna – založena Československá obec legionářská.
- 15. února – 1. československé sčítání lidu.
- 20. února – Založení Komunistického svazu mládeže Československa.
- 21. února – Krompašská vzpoura
- 2. dubna – V Těšíně (dnes Český Těšín a Cieszyn) byl ukončen provoz tramvají.
- 14.–16. května – Ustavující sjezd KSČ. Slučovací sjezd československé, německé a polské sekce se konal ve dnech 30. října – 2. listopadu.
- 26. září – Prezident Masaryk jmenoval 5. československou vládu (vláda Edvarda Beneše).

### Svět
- 15. února–17. března – Proběhla invaze Rudé armády do Gruzie.
- 21. února – Plukovník Rezá Chán provedl v Persii státní převrat, který prakticky znamenal konec vlády kádžárovských šáhů.
- 4. března – Proběhla inaugurace 29. prezidenta Spojených států amerických Warrena G. Hardinga
- 15. března – Na 10. sjezdu KSSS vyhlásil Lenin plán Nové ekonomické politiky.
- 1.–18. března – Kronštadtské povstání: Sovětská Baltská flotila neúspěšně povstala proti vládě bolševiků.
- 18. března – podpisem mírové smlouvy v Rize skončila polsko-sovětská válka (prozatímní mírová smlouva uzavřena již 12. října 1920)
- 31. března – Vznik Socialistické sovětské republiky Abcházie.
- 11. dubna – Na území Zajordánska byla jako britský protektorát ustanovena monarchie pod vládou Hášimovců.
- 31. května – 1. června – Během rasových nepokojů v Tulse zemřelo 36 až 300 osob.
- 1. července – Založení Komunistické strany Číny.
- 11. července – Mongolsko vyhlásilo nezávislost.
- 28. července – Adolf Hitler se stává prvním předsedou NSDAP.
- 24. srpna – Britská vzducholoď ZR-2 se u Hullu ve Velké Británii rozlomila ve vzduchu, zahynulo 62 lidí.
- 20. října – Německo na základě výsledků referenda odstoupilo Polsku východní oblasti pruské provincie Horní Slezsko.
- 21. října – druhý pokus excísaře Karla I. o návrat alespoň na uherský trůn.
- 9. listopadu – Založení italské Národní fašistické strany.
- 6. prosince – Irsko vyhlásilo nezávislost.
- Sunjatsen se stal řádným prezidentem Čínské republiky.
- Píseň İstiklâl Marşı byla schválena jako turecká hymna.
- Společnost národů rozhodla, že Alandy zůstanou autonomní a demilitarizovanou součástí Finska.

## Vědy a umění
- 2. února – Založena Literární skupina.
- 23. října – Premiéra 6. opery Leoše Janáčka Káťa Kabanová v Brně na námět divadelní hry Bouře od Alexandra Nikolajeviče Ostrovského.
- 5. listopadu – Svou činnost zahájilo Tylovo divadlo v Nuslích.
- 13. listopadu – Do amerických kin jde film s Rudolfem Valentinem Šejk (The sheik)

## Knihy
- Gustav Meyrink – Bílý dominikán
- Jaroslav Novák – Skautská srdce
- George Bernard Shaw – Zpět k Methusalemovi

## Nobelova cena
- Nobelova cena za fyziku – Albert Einstein
- Nobelova cena za fyziologii a lékařství – nebyla v tomto roce udělena
- Nobelova cena za chemii – Walther Hermann Nernst (Německo) za práci v oblasti termochemie
- Nobelova cena za literaturu – Anatole France (Francie)
- Nobelova cena za mír – Hjalmar Branting (Švédsko) a Christian Lous Lange (Norsko)

## Narození

### Česko

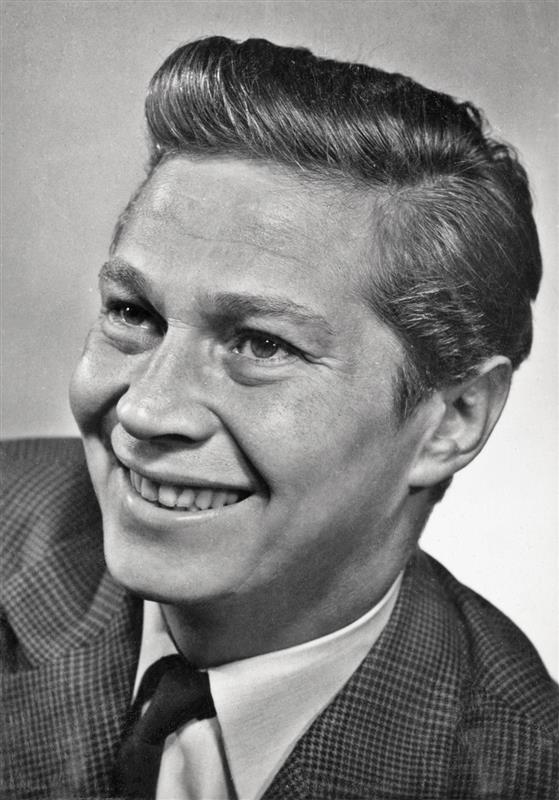
Jaroslav Mareš (* 24. dubna)

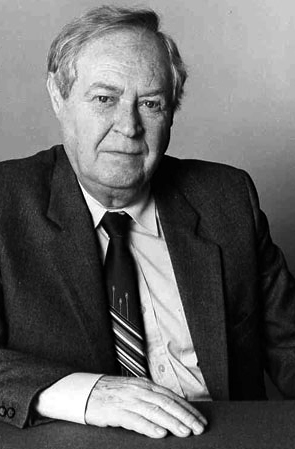
Gustav Brom (* 22. květen)

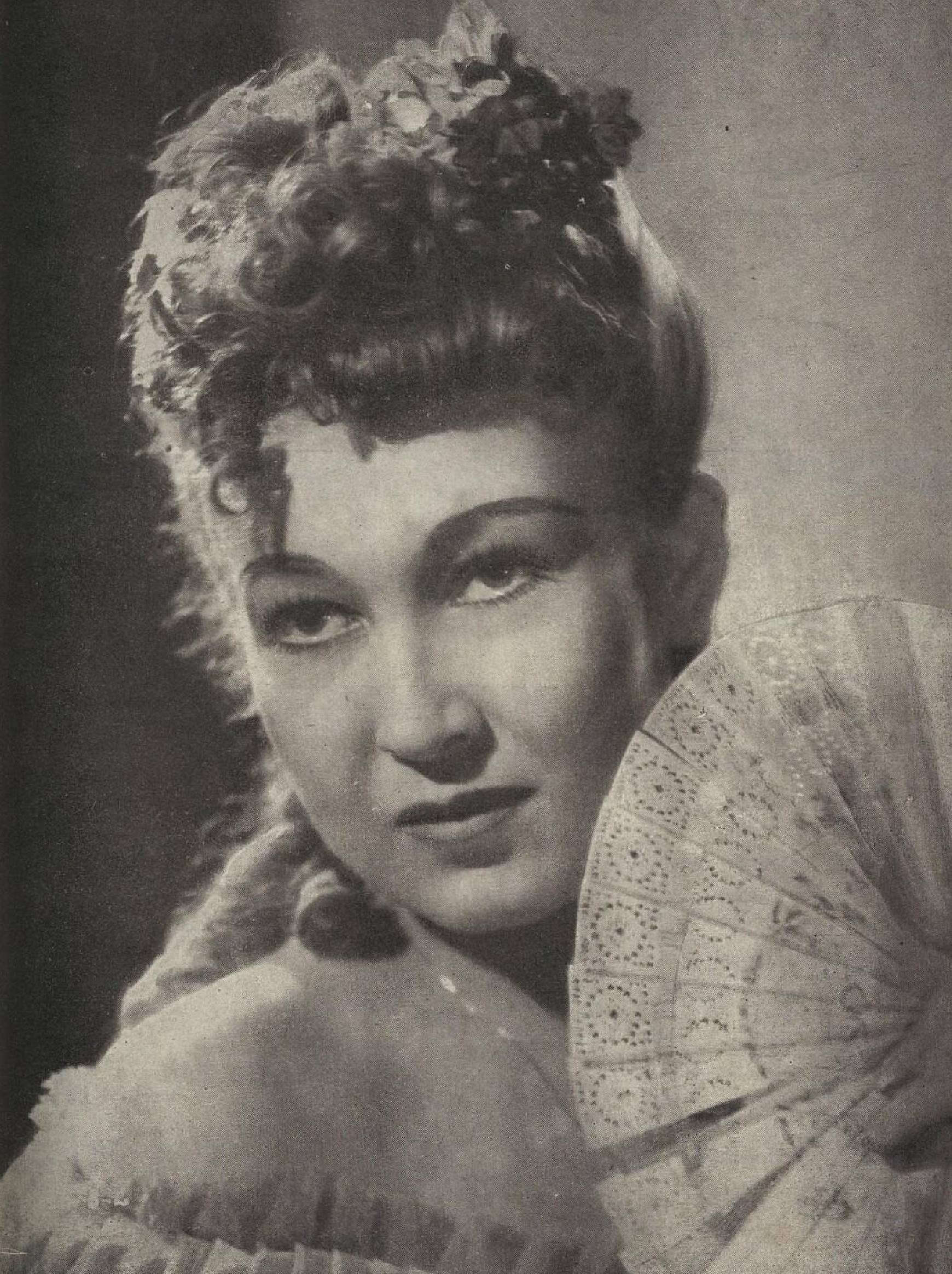
Zorka Janů (* 9. července)

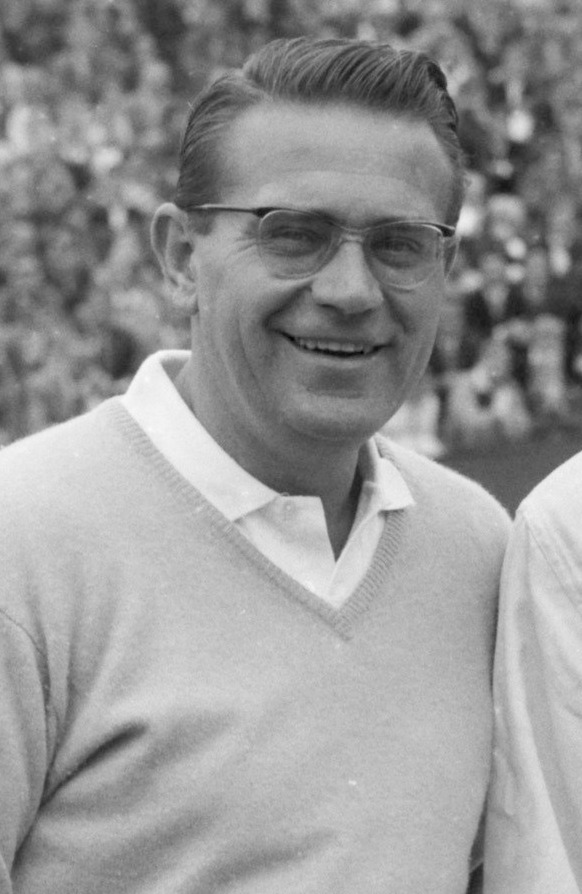
Jaroslav Drobný (* 12. říjen)

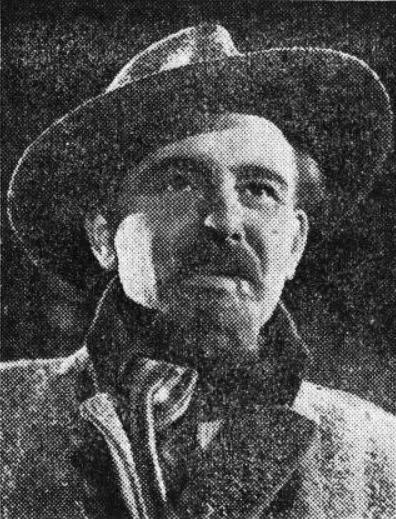
Otomar Krejča (* 23. listopadu)

- 1. ledna – Václav Pleskot, předseda Československého olympijského výboru († 29. září 2012)
- 5. ledna – Jiří Tlustý, inženýr a vědec v oblasti strojařského výzkumu († 20. října 2002)
- 10. ledna – Václav Vejsada, spisovatel († 14. srpna 1984)
- 11. ledna – Antonín Bartušek, básník, muzeolog, překladatel a historik umění († 24. dubna 1974)
- 12. ledna – Felix Maria Davídek, tajně vysvěcený biskup († 16. srpna 1988)
- 13. ledna – Werner Forman, fotograf († 13. února 2010)
- 15. ledna – Zdeněk Stránský, herec († 7. května 1945)
- 25. ledna – Josef Holeček, kanoista, olympionik, který získal dvě zlaté medaile († 20. února 2005)
- 26. ledna – František Chaun, skladatel, klavírista, zpěvák, malíř a herec († 30. prosince 1981)
- 27. ledna – Vladimír Beneš, neurochirurg a spisovatel († 18. července 2021)
- 28. ledna – Miloš Willig, herec († 23. srpna 1979)
- 31. ledna
  - Oleg Homola, literární vědec, spisovatel a politik († 8. prosince 2001)
  - Pravomil Raichl, protifašistický a protikomunistický bojovník († 25. února 2002)
- 4. února – Jan Machoň, spisovatel, novinář a politik († 27. dubna 1994)
- 5. února
  - Josef Pukl, varhaník, klavírista a hudební skladatel († 23. prosince 2006)
  - Jaroslav Kofroň, hornista, hudební skladatel († 22. července 1966)
- 7. února
  - František Penc, ministr hornictví vlád Československa a diplomat († 16. dubna 1972)
  - Zdeněk Chlup, architekt a politik († 21. března 2002)
- 10. února – Theodor Reimann, československý fotbalový reprezentant († 30. srpna 1982)
- 11. února – Vladimír Kovářík, malíř, ilustrátor a grafik († 6. července 1999)
- 12. února – Vlastimil Preis, československý fotbalový reprezentant († 8. února 2000)
- 14. února – Vladimír Thiele, básník a spisovatel († 30. července 1997)
- 15. února – Jan Pohl, kněz, papežský prelát († 23. července 2002)
- 17. února – Vladimír Svitáček, herec, scenárista a režisér († 23. srpna 2002)
- 21. února – Zdeněk Miler, režisér a výtvarník animovaných filmů († 30. listopadu 2011)
- 23. února – Věra Merhautová, sochařka, autorka monumentální figurativní tvorby († 2006)
- 24. února – Ludvík Aškenazy, spisovatel, reportér a rozhlasový pracovník († 18. března 1986)
- 27. února – Ladislav Veltruský, rektor Vysoké školy ekonomické a politik († 24. ledna 1979)
- 28. února
  - Vladimír Sommer, hudební skladatel († 8. září 1997)
  - Josef Mixa, herec († 9. prosince 2016)
- 10. března – Josef Šimon, politik, člen několika vlád Československa († 18. prosince 2003)
- 14. března – Anna Magdalena Schwarzová, řádová sestra, vězeňkyně nacistického i komunistického režimu († 2. ledna 2017)
- 15. března – Jaroslav Němec, vědec v oblasti nauky o materiálu († 2. března 2005)
- 16. března – Rudolf Cortés, herec a zpěvák († 12. prosince 1986)
- 17. března – Alois Indra, komunistický politik, ministr vlád ČSSR († 2. srpna 1990)
- 18. března – Josef Trávníček, ministr obchodu České soc. rep. († 1979)
- 21. března – Jaroslav Zástěra, historik († 21. listopadu 2001)
- 24. března – Marie Kudeříková, studentka, odbojářka († 26. března 1943)
- 25. března
  - Desider Galský, spisovatel a publicista († 24. listopadu 1990)
  - Jan Kozák, spisovatel († 5. května 1995)
  - Jan Firbas, jazykovědec, anglista († 5. května 2000)
- 27. března – Stanislav Libenský, sklářský výtvarník a sochař († 24. února 2002)
- 2. dubna – Josef Hrnčíř, dirigent a muzikolog († 31. srpna 2014)
- 3. dubna – Marie Těšitelová, jazykovědkyně († 30. října 2011)
- 6. dubna – František Bělský, sochař († 5. července 2000)
- 8. dubna – Jan Novák, klavírista a hudební skladatel († 17. listopadu 1984)
- 9. dubna – Jiří Švengsbír, rytec, grafik a ilustrátor († 3. března 1983)
- 16. dubna – Přemysl Hauser, jazykovědec († 10. března 2011)
- 18. dubna – Lumír Jisl, archeolog a orientalista († 22. listopadu 1969)
- 20. dubna – František Holý, voják a příslušník výsadku Courier-5 († 21. ledna 1945)
- 21. dubna – Bořivoj Lůžek, archivář a historik († 15. května 1987)
- 22. dubna – Konrád Babraj, sochař († 26. května 1991)
- 24. dubna – Jaroslav Mareš, herec († 29. října 2003)
- 26. dubna
  - Václav Švéda, člen skupiny bratří Mašínů († 2. května 1955)
  - Václav Vaško, diplomat, politický vězeň, katolický aktivista († 20. května 2009)
- 29. dubna – Pavel Vranský, letec a bojovník od Tobruku († 24. června 2018)
- 30. dubna – Zdeněk Poleno, lesnický odborník a pedagog († 23. září 2002)
- 2. května – Vítězslav Rzounek, marxistický literární kritik († 11. února 2001)
- 4. května
  - Hana Žantovská, redaktorka, spisovatelka a překladatelka († 17. srpna 2004)
  - Stanislav Segert, evangelický teolog a lingvista († 30. září 2005)
- 6. května – Miloš Švácha, novinář a spisovatel († 26. června 2003)
- 7. května
  - Jan Dostál, akademický malíř, ilustrátor a grafik († 22. dubna 1996)
  - Antonín Láník, kněz, organolog a skladatel († 10. června 2014)
- 8. května – Milan Hegar, knižní grafik, typograf († 7. července 1987)
- 10. května – Jindřich Marco, fotograf a numismatik († 20. prosince 2000)
- 12. května
  - Jaroslav Hrbáček, hydrobiolog a zooekolog († 16. června 2010)
  - Miloš Hájek, historik († 25. února 2016)
- 14. května
  - Milan Romportl, jazykovědec a profesor fonetiky († 10. prosince 1982)
  - Marie Pilátová, herečka († 20. ledna 2015)
- 15. května – Čestmír Vycpálek, fotbalista a trenér († 5. května 2002)
- 17. května – Čeněk Pícha, československý hokejový reprezentant († 15. dubna 1984)
- 19. května – Karel Kopecký, československý fotbalový reprezentant († 31. března 1977)
- 22. května – Gustav Brom, brněnský kapelník, saxofonista, zpěvák a skladatel († 25. září 1995)
- 1. června – Josef Kus, československý hokejový reprezentant († 23. července 2005)
- 11. června – Stanislav Kovář, grafik († 19. ledna 1985)
- 12. června – Stanislav Kocourek, československý fotbalový reprezentant († 14. září 1992)
- 21. června – Ivo Fleischmann, básník, spisovatel, překladatel, literární historik a diplomat, působící ve Francii († 7. července 1997)
- 22. června – Géza Novák, flétnista († 21. listopadu 1992)
- 23. června – Johanna von Herzogenberg, česko-německá historička umění, spisovatelka († 20. února 2012)
- 26. června – Mirko Hanák, malíř († 4. listopadu 1971)
- 2. července – Eliška Nováková, lesnická zooložka a ekoložka († 27. listopadu 2000)
- 3. července – Jan Janků, politický vězeň komunistického režimu († 26. ledna 2019)
- 5. července – Luděk Vimr, malíř, grafik a ilustrátor († 9. listopadu 2005)
- 8. července – Felix Holzmann, komik († 13. září 2002)
- 9. července – Zorka Janů, herečka († 27. března 1946)
- 11. července – Vojtěch Lukaštík, československý voják a příslušník výsadku Intransitive († 8. ledna 1943)
- 13. července – Vladimír Forst, literární historik, kritik a lexikograf († 28. července 2010)
- 19. července – Jan Fišer, divadelní režisér († 26. září 2011)
- 22. července – Anna Nováková, překladatelka z ruštiny († 31. května 2005)
- 26. července – Milan Zezula, malíř († 22. července 1992)
- 29. července – Jiří Hejna, akademický malíř, ilustrátor a grafik († 2. března 2011)
- 31. července – Radim Servít, profesor ČVUT († 24. listopadu 1984)
- 1. srpna – Oldřich Svačina, ministr průmyslu České socialistické republiky († 28. dubna 1978)
- 2. srpna – Václav Jíra, československý fotbalový reprezentant († 9. listopadu 1992)
- 3. srpna – Vladislav Mirvald, výtvarník, pedagog a fotograf († 19. dubna 2003)
- 7. srpna
  - Bohumila Grögerová, spisovatelka († 21. srpna 2014)
  - Karel Husa, skladatel a dirigent († 14. prosince 2016)
- 8. srpna – Lumír Ševčík, akademický malíř, ilustrátor, grafik a typograf († 1. února 2016)
- 10. srpna – Milan Knobloch, sochař († 29. března 2020)
- 11. srpna – Robert Piesen, malíř († 20. ledna 1977)
- 12. srpna – Vladimír Neuwirth, katolicky orientovaný filozof a překladatel († 22. května 1998)
- 15. srpna – Antonín Rýgr, československý fotbalový reprezentant († 28. března 1989)
- 27. srpna – Karel Ptáčník, spisovatel († 1. května 2002)
- 28. srpna
  - Jiří Kejř, historik specializující se na právní dějiny středověku († 27. dubna 2015)
  - Zdeněk Šejnost, akademický sochař, pedagog, restaurátor plastik a malíř († 24. dubna 2002)
- 1. září – Ota B. Kraus, spisovatel († 5. října 2000)
- 9. září – Dalibor Brázda, skladatel a dirigent († 17. srpna 2005)
- 10. září – Václav Razik, katolický kněz, biskup podzemní církve († 6. prosince 1984)
- 12. září – Stanislav Sigmund, rozhlasový sportovní komentátor († 16. října 1988)
- 15. září
  - Jan Frank Fischer, hudební skladatel a překladatel († 27. ledna 2006)
  - Oldřich Velen, herec († 4. května 2013)
- 18. září – Eduard Hodoušek, hispanista a překladatel († 10. května 2004)
- 21. září – Jiří Jungwirth, režisér († 22. října 1959)
- 23. září – Bohumír Kobylka, československý voják a příslušník výsadku Iridium († 15. března 1943)
- 3. října – Oldřich Wenzl, básník († 7. srpna 1969)
- 4. října – František Maňas, hudební skladatel a dirigent († 21. prosince 2004)
- 11. října – Otakar Votoček, historik umění († 13. února 1986)
- 12. října – Jaroslav Drobný, tenista a hokejista († 13. září 2001)
- 15. října – Přemysl Freiman, režisér a televizní redaktor († 3. srpna 1984)
- 16. října – Stanislav Lachman, designér († 5. února 2011)
- 21. října – Jarmil Burghauser, hudební skladatel († 19. února 1997)
- 27. října – Oldřich Černík, československý premiér († 19. října 1994)
- 28. října – Vladimír Vít, elektrotechnik a vynálezce († 3. října 2004)
- 30. října – Štefan Šutka, ministr dopravy († 20. června 1994)
- 31. října – Čestmír Vidman, básník, esperantista († 18. října 2013)
- 1. listopadu – Jan Tausinger, dirigent a hudební skladatel († 29. července 1980)
- 3. listopadu – Václav Morávek, československý fotbalový reprezentant († 22. března 2001)
- 8. listopadu – Karel Fořt, kněz pronásledovaný nacisty i komunisty († 21. ledna 2014)
- 15. listopadu – Zdeněk Kroupa, operní pěvec († 7. ledna 1999)
- 17. listopadu – Miroslav Protiva, chemik († 6. března 1998)
- 23. listopadu
  - Jaroslav Baumbruck, výtvarník, akademický malíř a ilustrátor († 23. srpna 1960)
  - Otomar Krejča, herec († 6. listopadu 2009)
- 24. listopadu – Lída Plachá, herečka († 14. října 1993)
- 25. listopadu – Mojmír Povolný, předseda Rady svobodného Československa († 21. srpna 2012)
- 26. listopadu – František Listopad, český a portugalský spisovatel († 1. října 2017)
- 3. prosince – Bedřich Zelenka, herec († 14. října 2011)
- 5. prosince – Jánuš Kubíček, malíř († 21. května 1993)
- 6. prosince – Bohuslav Švarc, lesnický odborník († 12. března 2014)
- 8. prosince – Zdenka Sojková, literární historička († 1. dubna 2014)
- 17. prosince – Josef Korčák, předseda vlády České socialistické republiky († 5. října 2008)
- 18. prosince – Jaromír Hořec, básník († 22. listopadu 2009)
- 19. prosince
  - Ludvík Podéšť, hudební skladatel a dirigent († 27. února 1968)
  - Bohumil Bezouška, herec († 18. října 1995)
  - Miloš Hynšt, herec a režisér († 1. listopadu 2010)
- 20. prosince – Ludmila Brožová-Polednová, prokurátorka komunistických justičních vražd († 15. ledna 2015)
- 22. prosince – Ivan Weiss, divadelní režisér († 31. října 1976)
- 24. prosince – František Šádek, generál, velitel Pohraniční stráže a politik († 4. října 2015)
- 25. prosince – Jan Florian, malíř, sochař a restaurátor († 12. prosince 2007)
- 27. prosince
  - Lubomír Havlák, operní zpěvák († 28. září 2014)
  - Jiřina Medková, historička umění († 1. dubna 2020)
- 30. prosince – Ján Šmok, fotograf († 10. prosince 1997)

### Svět
- 1. ledna

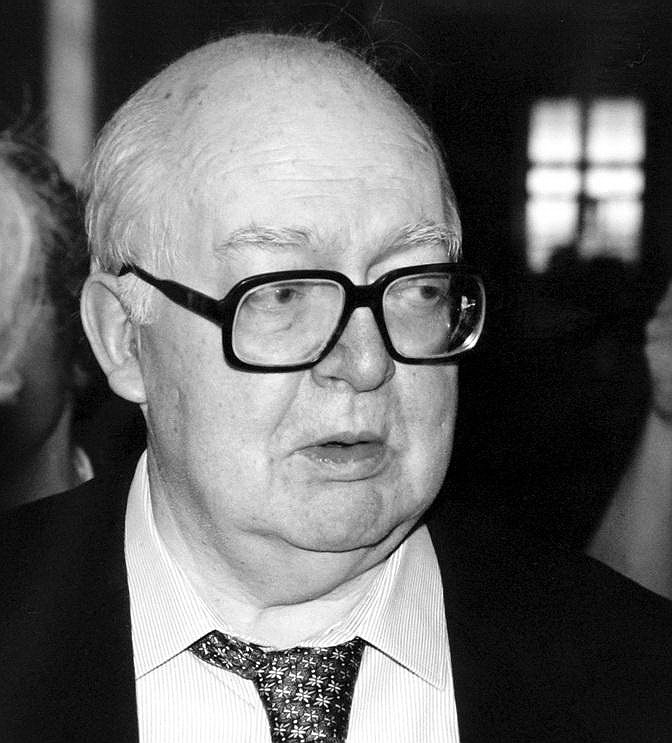
Friedrich Dürrenmatt (* 5. ledna)

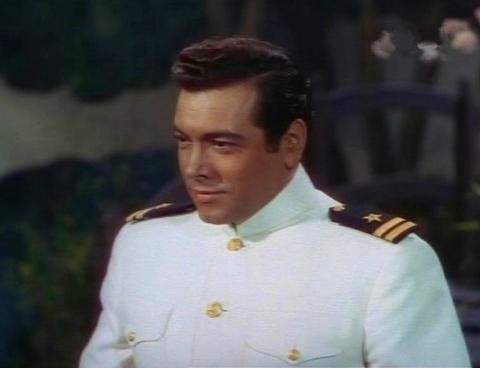
Mario Lanza (* 31. ledna)

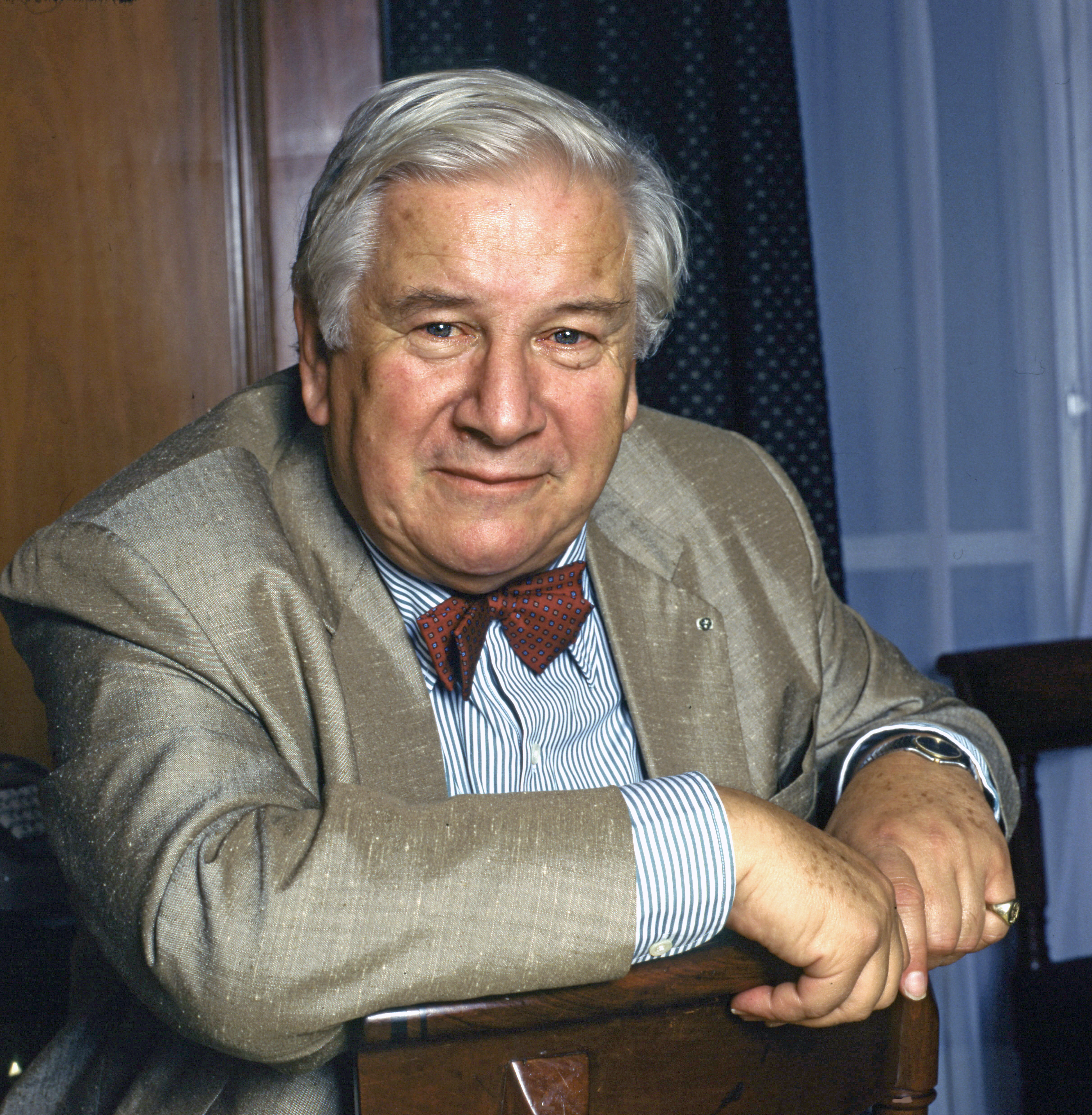
Peter Ustinov (* 16. dubna)

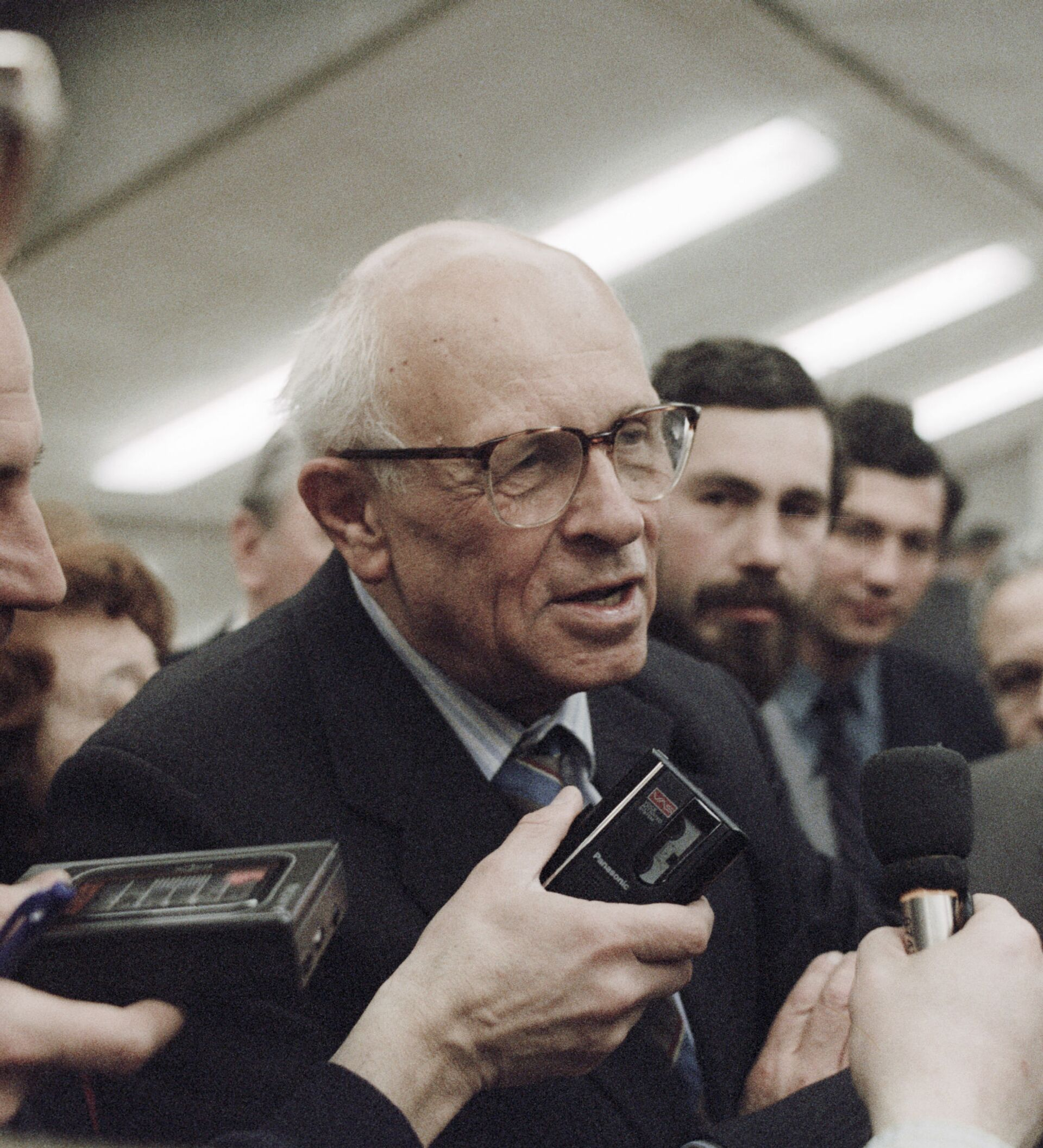
Andrej Dmitrijevič Sacharov (* 21. května)

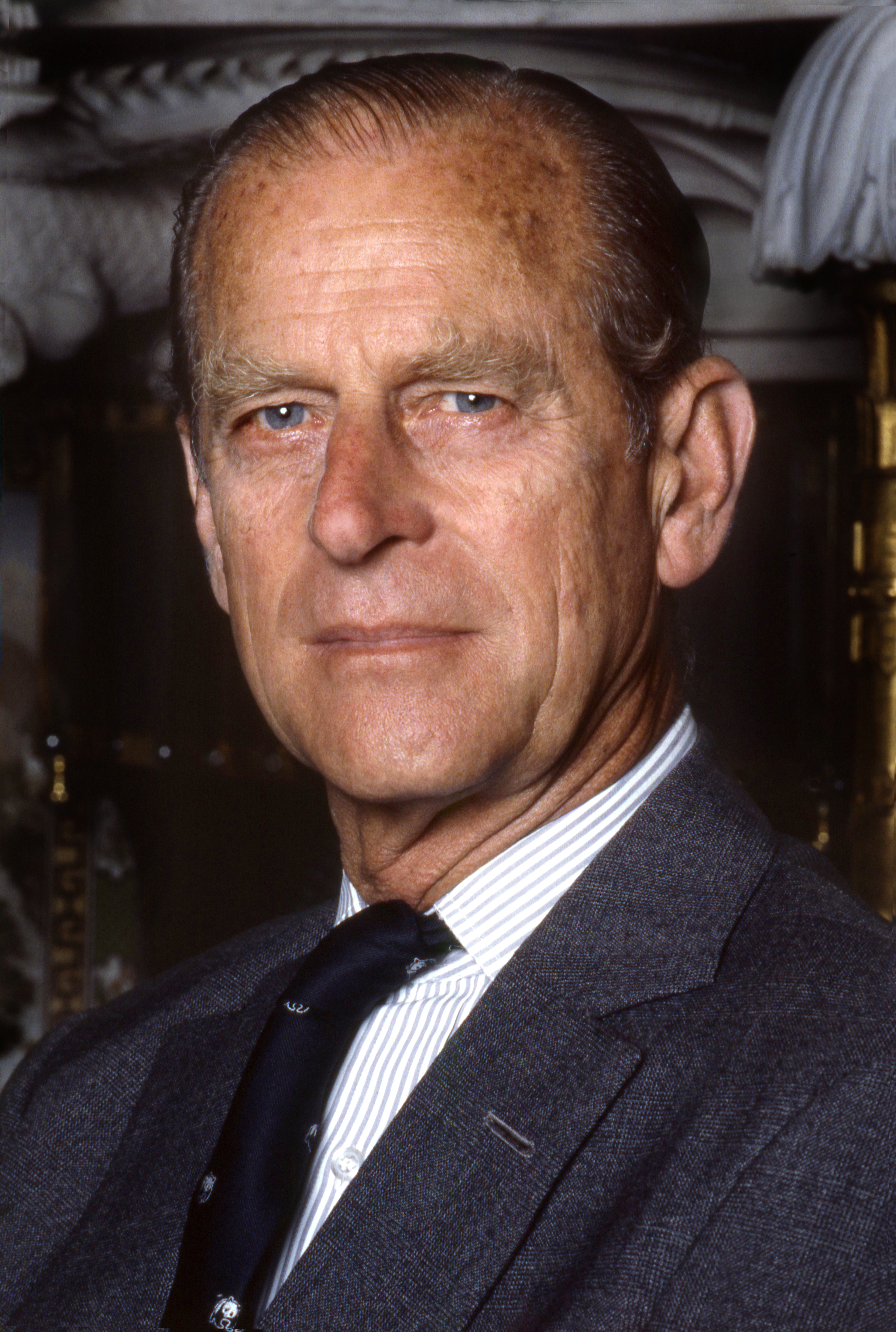
Princ Philip, vévoda z Edinburghu (* 10. června)

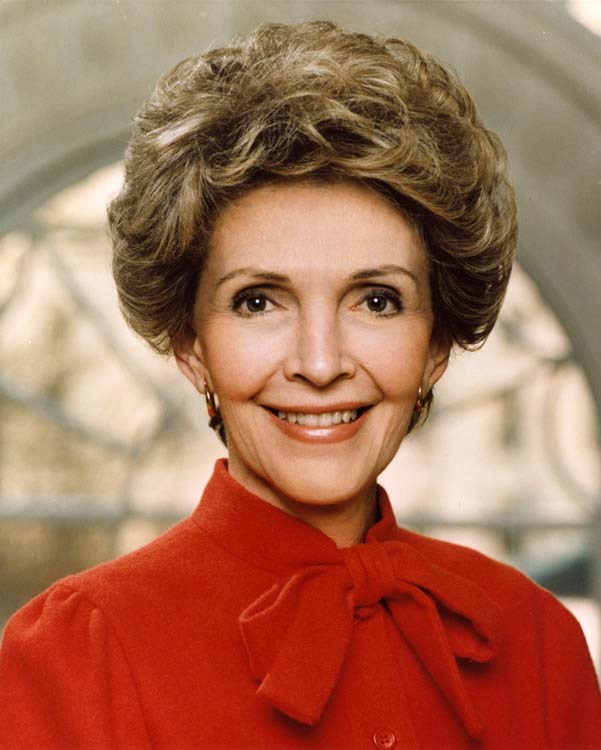
Nancy Reaganová (* 6. července)

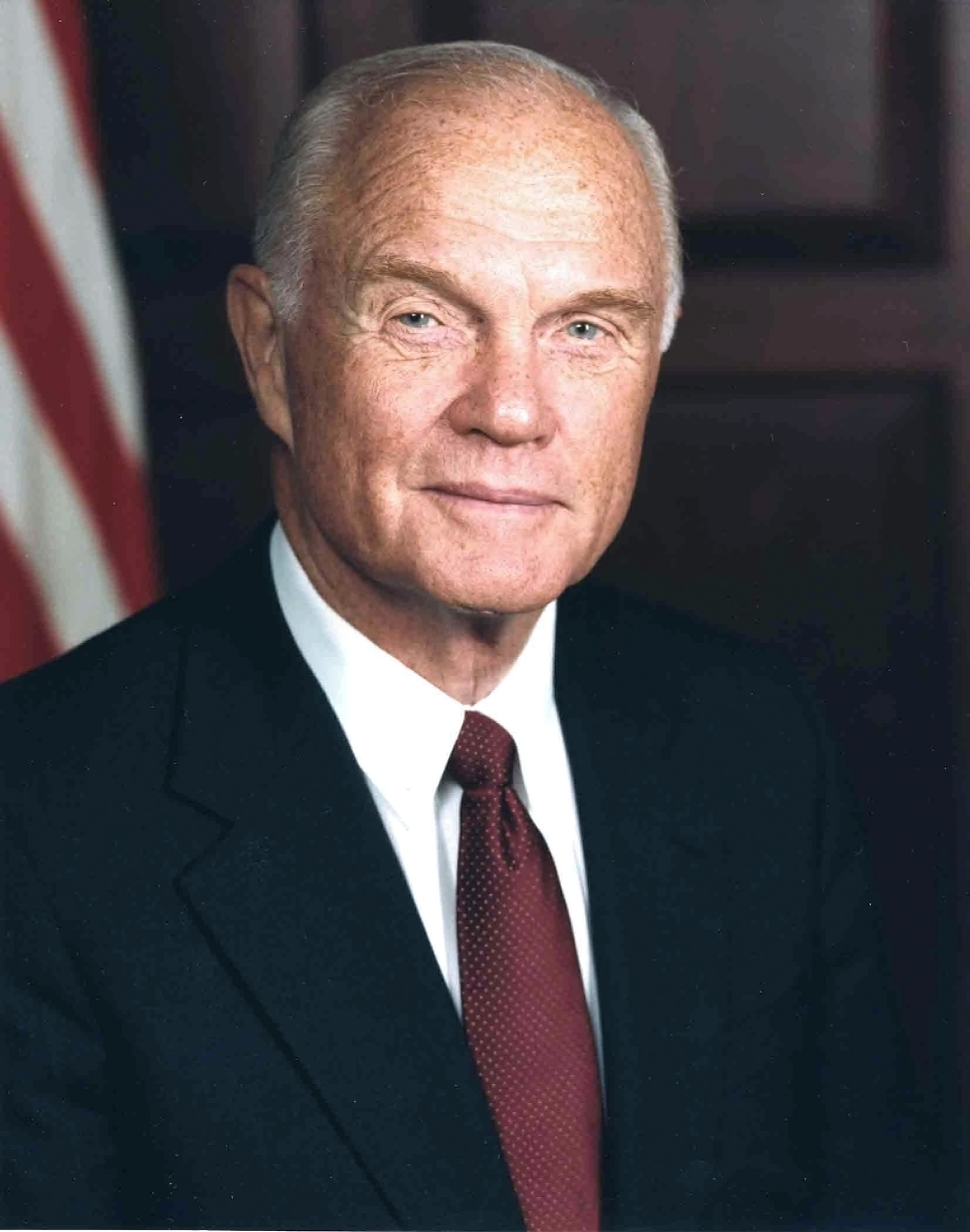
John Glenn (* 18. července)

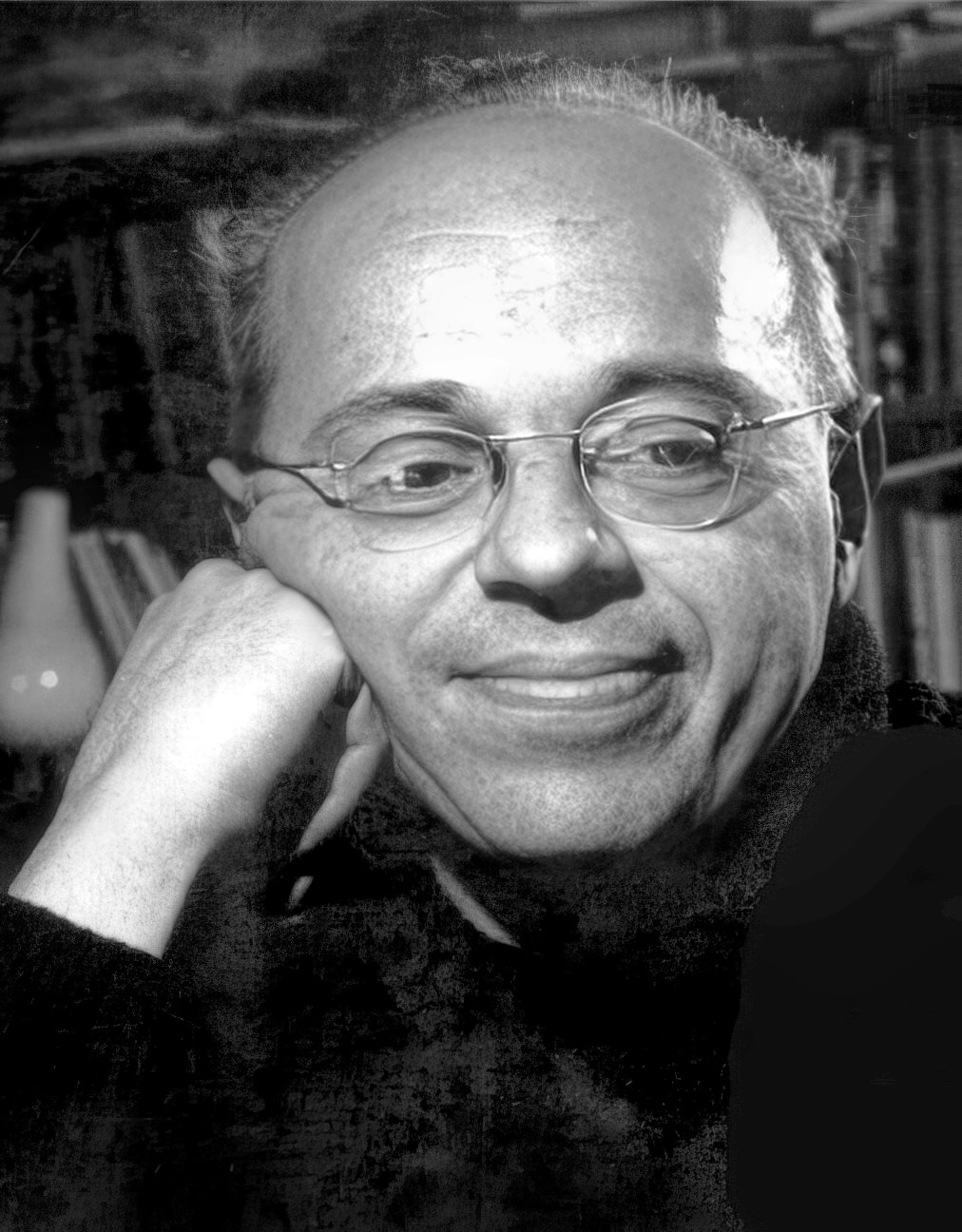
Stanisław Lem (* 12. září)

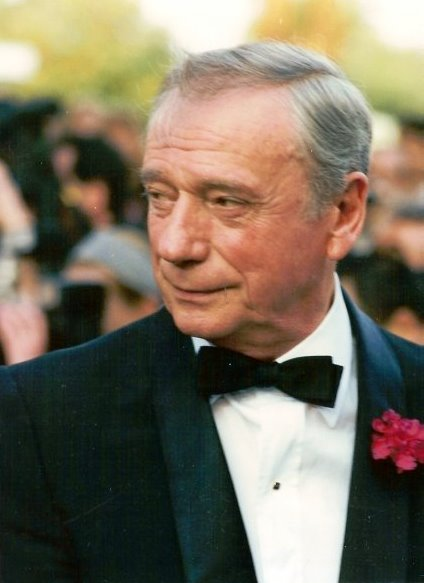
Yves Montand (* 13. října)

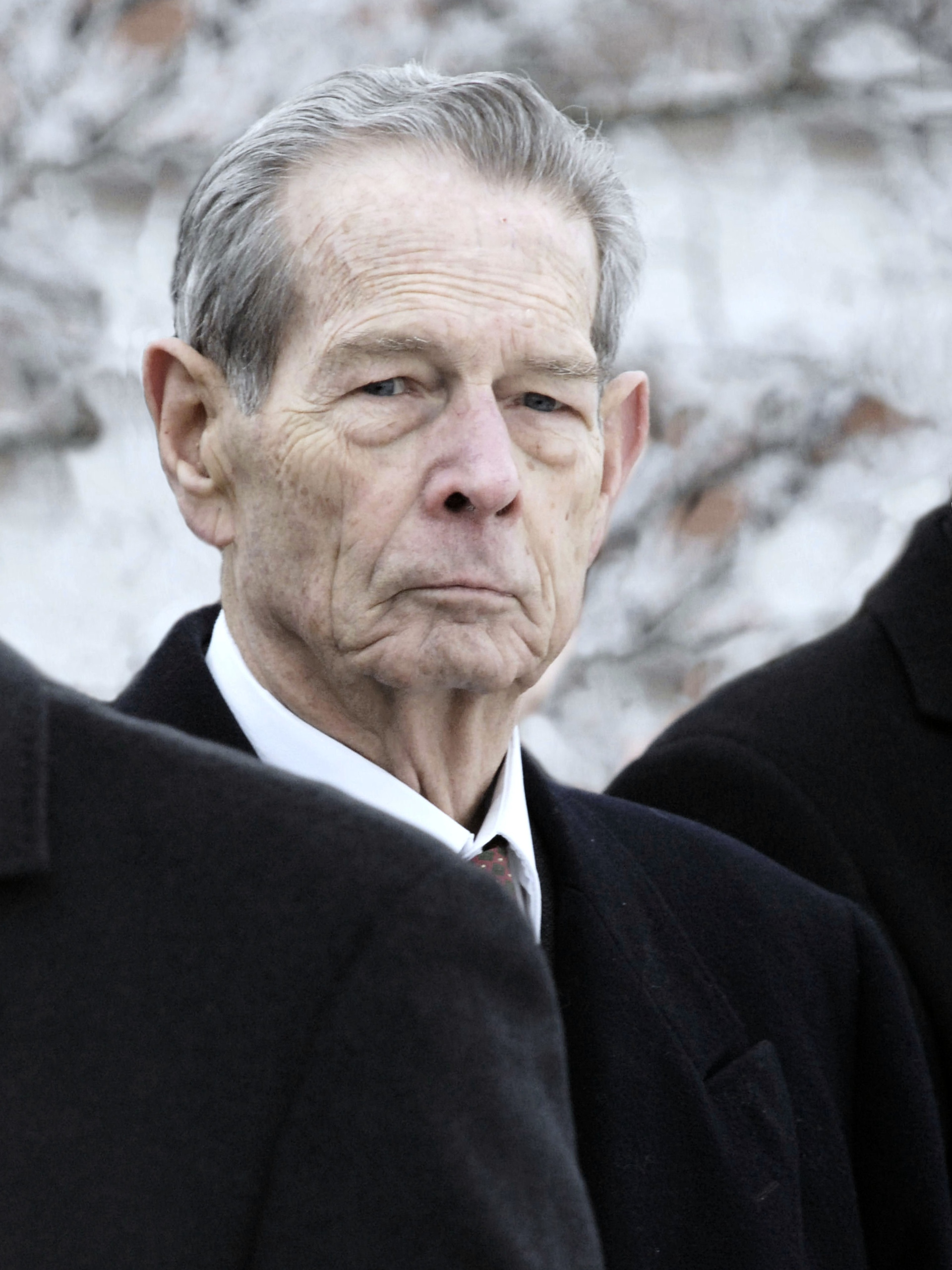
Michal I. Rumunský (* 25. října)

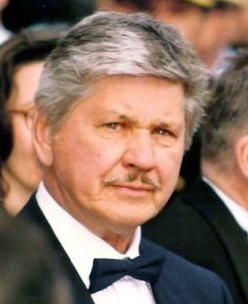
Charles Bronson (* 3. listopadu)

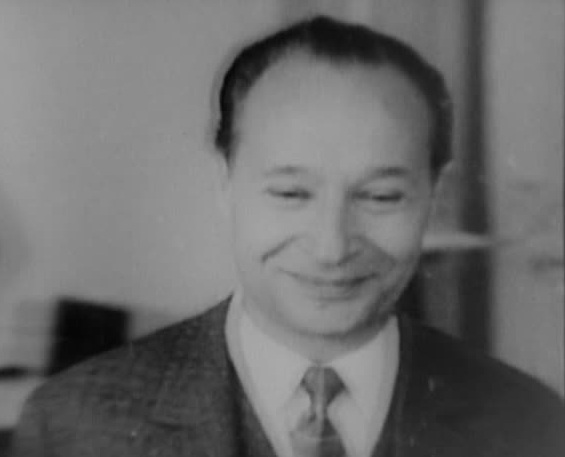
Alexander Dubček (* 27. listopadu)

  - César Baldaccini, francouzský sochař († 6. prosince 1998)
  - Alain Mimoun, alžírský olympijský vítěz v maratonu († 27. června 2013)
- 5. ledna
  - Friedrich Dürrenmatt, švýcarský dramatik, prozaik, kreslíř a grafik († 14. prosince 1990)
  - Jan Lucemburský, velkovévoda lucemburský († 23. dubna 2019)
- 7. ledna – Jevgenij Babič, sovětský hokejista († 11. července 1972)
- 12. ledna – Josef Nebehos, rakouský architekt, stavitel a podnikatel (* 8. srpna 1852)
- 14. ledna – Murray Bookchin, americký filozof a politický aktivista († 30. července 2006)
- 17. ledna – Dan Tolkovsky, velitel izraelského vojenského letectva
- 18. ledna
  - Antonio Téllez Solá, španělský anarchista, novinář a historik († 27. března 2005)
  - Jóičiró Nambu, americký fyzik, nositel Nobelovy ceny († 5. července 2015)
- 19. ledna – Patricia Highsmithová, americká spisovatelka († 4. února 1995)
- 20. ledna – Telmo Zarra, španělský fotbalista († 23. února 2006)
- 21. ledna – Paul Scofield, britský herec († 19. března 2008)
- 22. ledna – Krzysztof Kamil Baczyński, polský básník († 4. srpna 1944)
- 23. ledna – Marija Gimbutasová, americká archeoložka († 2. února 1994)
- 26. ledna – Jurij Ozerov, ruský herec a režisér († 15. října 2001)
- 27. ledna
  - Ilja Afroimovič Turičin, ruský sovětský novinář a spisovatel († 23. ledna 2001)
  - Donna Reedová, americká filmová a televizní herečka († 14. ledna 1986)
- 31. ledna
  - Mario Lanza, americký tenor a herec († 7. října 1959)
  - John Agar, americký herec († 7. dubna 2002)
- 4. února
  - Ladislav Grosman, slovenský spisovatel († 21. ledna 1981)
  - Betty Friedanová, americká spisovatelka a feministická aktivistka († 4. února 2006)
  - Fatma Neslişah, princezna Osmanské říše a princezna Egypta († 2. února 2012)
- 6. února – Ernie Royal, americký jazzový trumpetista († 16. března 1983)
- 8. února
  - Lana Turner, americká herečka († 29. června 1995)
  - Immanuel Jakobovits, vrchní rabín Velké Británie († 31. října 1999)
- 10. února – Joseph Walker, americký pilot a astronaut († 8. června 1966)
- 16. února
  - Esther Bubleyová, americká fotografka († 16. března 1998)
  - Harold Kelley, americký psycholog († 29. ledna 2003)
  - Chua Kuo-feng, vůdce komunistické Číny († 20. srpna 2008)
- 21. února
  - John Rawls, americký politický filosof († 24. listopadu 2002)
  - Antonio María Javierre Ortas, španělský kardinál († 1. února 2007)
- 22. února
  - Giulietta Masina, italská herečka († 23. března 1994)
  - Jean-Bédel Bokassa, prezident a císař-diktátor Středoafrické republiky († 3. listopadu 1996)
  - Wayne Booth, americký literární teoretik († 10. října 2005)
- 24. února – Gaston Reiff, belgický olympijský vítěz v běhu na 5000 metrů z roku 1948 († 6. května 1992)
- 28. února – Pierre Clostermann, francouzský stíhací pilot († 22. března 2006)
- 11. března – Ástor Piazzolla, argentinský hudební skladatel († 4. července 1992)
- 13. března – Gitta Sereny, britská spisovatelka a novinářka († 14. června 2012)
- 16. března
  - Fahd bin Abd al-Azíz, pátý král Saúdské Arábie († 1. srpna 2005)
  - Gustáv Valach, slovenský herec († 26. dubna 2002)
- 17. března – Me'ir Amit, ředitel Mosadu († 17. července 2009)
- 19. března – Joseph-Marie Trịnh Văn Căn, vietnamský kardinál († 18. května 1990)
- 20. března – Alfréd Rényi, maďarský matematik († 1. února 1970)
- 21. března
  - Abdul Salám Árif, irácký prezident († 13. dubna 1966)
  - Ja'akov Herzog, izraelský rabín, právník a diplomat († 9. března 1972)
- 22. března
  - Elena Lacková, slovenská spisovatelka († 1. ledna 2003)
  - Nino Manfredi, italský herec a režisér († 4. června 2004)
- 23. března – Donald Campbell, britský automobilový závodník († 4. ledna 1967)
- 24. března – Vasilij Smyslov, ruský mistr světa v šachu († 27. března 2010)
- 25. března
  - Simone Signoretová, francouzská herečka († 30. září 1985)
  - Alexandra Řecká a Dánská, manželka posledního jugoslávského krále Petra II. († 30. ledna 1993)
  - Mary Douglasová, britská antropoložka († 16. května 2007)
- 27. března
  - Rudo Moric, slovenský spisovatel († 26. listopadu 1985)
  - Richard Marner, britský herec († 18. března 2004)
  - Héléne Berrová, francouzská spisovatelka († duben 1945)
- 28. března – Norman Bluhm, americký malíř († 3. února 1999)
- 30. března – Pavol Hnilica, slovenský římskokatolický biskup († 8. října 2006)
- 6. dubna – Wilbur Thompson, americký olympijský vítěz ve vrhu koulí († 25. prosince 2013)
- 9. dubna
  - Ivan Čajda, slovenský spisovatel († 20. dubna 2000)
  - Jicchak Navon, izraelský prezident a spisovatel († 6. listopadu 2015)
- 10. dubna – Rudolf Hribernik, slovinský generál, historik, politik († 10. ledna 2002)
- 14. dubna
  - Ricardo Alegría, portorický archeolog, antropolog a spisovatel († 7. června 2011)
  - Thomas Schelling, americký ekonom, nositel Nobelovy ceny († 13. prosince 2016)
- 15. dubna – Georgij Beregovoj, sovětský kosmonaut († 30. června 1995)
- 16. dubna – Peter Ustinov, britský herec a režizér († 28. března 2004)
- 17. dubna – Štefan Boleslav Roman, předseda a zakladatel Světového kongresu Slováků († 23. března 1988)
- 19. dubna – Roberto Tucci, italský kardinál († 14. dubna 2015)
- 20. dubna – Katarína Kolníková, slovenská herečka († 29. května 2006)
- 22. dubna – Candido Camero, kubánský jazzový perkusionista († 7. listopadu 2020)
- 24. dubna – Różka Korczak-Marla, židovská partyzánka († 5. března 1988)
- 25. dubna – Karel Appel, nizozemský malíř, sochař a básník († 3. května 2006)
- 26. dubna – Jimmy Giuffre, americký jazzový klarinetista, saxofonista a skladatel († 24. dubna 2008)
- 27. dubna – John Stott, britský kazatel vůdce britského a světového evangelikálního hnutí († 27. července 2011)
- 2. května – Satjadžit Ráj, indický filmový režisér († 23. dubna 1992)
- 5. května
  - Arthur Leonard Schawlow, americký fyzik, nositel Nobelovy ceny († 28. dubna 1999)
  - Del Martinová, americká feministka († 27. srpna 2008)
- 6. května – Erich Fried, rakouský básník († 22. listopadu 1988)
- 7. května – Gaston Rébuffat, francouzský horolezec, režisér, fotograf a spisovatel († 31. května 1985)
- 9. května
  - Sophie Schollová, německá studentka a křesťanská pacifistka († 22. února 1943)
  - Morton Kaplan, americký politolog († 26. září 2017)
- 12. května
  - Joseph Beuys, německý performer, sochař, malíř, estetik, filozof a teoretik umění († 23. ledna 1986)
  - Farley Mowat, kanadský spisovatel, novinář, přírodovědec a cestovatel († 7. května 2014)
  - Frans Krajcberg, brazilský sochař, malíř a spisovatel († 15. listopadu 2017)
- 16. května
  - Winnie Markus, německá filmová herečka († 8. března 2002)
  - Harry Carey, Jr., americký herec († 27. prosince 2012)
- 17. května – Eliška Jechová, spisovatelka († 21. června 2015)
- 20. května – Wolfgang Borchert, německý spisovatel († 20. listopadu 1947)
- 21. května – Andrej Dmitrijevič Sacharov, sovětský fyzik a disident († 14. prosince 1989)
- 23. května – James Blish, americký spisovatel († 30. července 1975)
- 25. května – Jack Steinberger, americký fyzik, nositel Nobelovy ceny (†12. prosince 2020)
- 30. května – Jamie Uys, jihoafrický filmový režisér a scenárista († 29. ledna 1996)
- 2. června
  - Janko Smole, slovinský bankéř a politik († 11. června 2010)
  - Marty Napoleon, americký jazzový klavírista († 27. dubna 2015)
- 8. června
  - Ján Klimo, slovenský herec a divadelní režisér († 15. října 2001)
  - Suharto, indonéský vojenský a politický vůdce († 27. ledna 2008)
  - LeRoy Neiman, americký malíř († 20. června 2012)
- 10. června – Princ Philip, vévoda z Edinburghu, manžel britské královny Alžběty II. († 9. dubna 2021)
- 12. června – Hans Carl Artmann, rakouský lyrik a prozaik († 4. prosince 2000)
- 14. června – Eric Laithwaite, anglický elektrotechnický inženýr, vynálezce († 27. listopadu 1997)
- 18. června – Michel Quoist, francouzský teolog a spisovatel († 18. prosince 1997)
- 20. června – Anatolij Markovič Markuša, ruský novinář, vojenský stíhač a spisovatel († 30. srpna 2005)
- 21. června
  - Judy Hollidayová, americká herečka († 7. června 1965)
  - Helmut Heißenbüttel, německý literární teoretik a spisovatel († 19. září 1996)
  - Jane Russellová, americká filmová herečka († 28. února 2011)
- 28. června – Pamulaparti Venkata Narasimha Rao, indický politik († 23. prosince 2004)
- 29. června
  - Harry Schell, americký pilot Formule 1 († 16. května 1960)
  - Juraj Martvoň, slovenský operní pěvec-barytonista († 16. října 1991)
  - Georges Condominas, francouzský etnograf a etnologie|etnolog († 17. července 2011)
- 30. června – Oswaldo López Aréllano, prezident Hondurasu († 16. května 2010)
- 1. července
  - Seretse Khama, prezident Botswany († 13. července 1980)
  - François Abou Mokh, arcibiskup Palmýrský († 11. srpna 2006)
  - Jerzy Stefan Stawiński, polský prozaik, filmový scenárista a režisér († 12. června 2010)
- 3. července – Susan Petersová, americká divadelní, filmová a televizní herečka († 23. října 1952)
- 4. července
  - Stein Rokkan, norský politolog a sociolog († 22. července 1979)
  - Augustín Kubán, slovenský herec († 30. prosince 1986)
  - Gérard Debreu, francouzský ekonom a matematik, nositel Nobelovy ceny († 31. prosince 2004)
- 5. července – Viktor Georgijevič Kulikov, velitel Spojených ozbrojených sil států Varšavské smlouvy († 28. května 2013)
- 6. července – Nancy Reaganová, manželka amerického prezidenta Ronalda Reagana († 6. března 2016)
- 8. července
  - John Money, americký psycholog a sexuolog († 7. července 2006)
  - Edgar Morin, francouzský filosof a sociolog
- 10. července – Jake LaMotta, americký boxer († 19. září 2017)
- 14. července
  - Geoffrey Wilkinson, anglický chemik, nositel Nobelovy ceny († 26. září 1996)
  - Leon Garfield, anglický spisovatel († 2. června 1996)
- 15. července – Robert Bruce Merrifield, americký biochemik, nositel Nobelovy ceny († 14. května 2006)
- 16. července – Guy Laroche, francouzský módní návrhář († 17. února 1989)
- 17. července
  - Chana Senešová, izraelská básnířka a odbojářka maďarského původu († 7. listopadu 1944)
  - František Zvarík, slovenský herec a zpěvák († 17. srpna 2008)
- 18. července – John Glenn, americký astronaut († 8. prosince 2016)
- 19. července – Rosalyn Yalowová, americká lékařská fyzička, nositelka Nobelovy ceny († 30. května 2011)
- 24. července – Billy Taylor, americký jazzový pianista a skladatel († 28. prosince 2010)
- 25. července – Paul Watzlawick, americký psycholog († 31. března 2007)
- 29. července – Chris Marker, francouzský spisovatel, fotograf, režisér († 29. července 2012)
- 31. července
  - Peter Benenson, anglický právník a zakladatel Amnesty International († 25. února 2005)
  - Tore Sjöstrand, švédský olympijský vítěz v běhu na 3000 metrů překážek († 26. ledna 2011)
- 1. srpna
  - Jack Kramer, americký tenista († 12. září 2009)
  - Lili Chookasian, americká operní zpěvačka († 10. dubna 2012)
- 3. srpna – Richard Adler, americký skladatel, textař a divadelní producent († 21. června 2012)
- 4. srpna – Maurice Richard, kanadský hokejový útočník († 27. května 2000)
- 5. srpna – Derick Thomson, skotský básník († 21. března 2012)
- 7. srpna – Manitas de Plata, francouzský kytarista († 5. listopadu 2014)
- 8. srpna – Esther Williams, americká plavkyně a herečka († 6. června 2013)
- 11. srpna – Alex Haley, americký spisovatel († 10. února 1992)
- 12. srpna – Abel Paz, španělský anarchista a historik († 13. dubna 2009)
- 13. srpna – Jimmy McCracklin, americký bluesový pianista, zpěvák a skladatel († 20. prosince 2012)
- 16. srpna – Max Thurian, švýcarský teolog († 15. srpna 1996)
- 18. srpna – Lidija Vladimirovna Litvjaková, sovětská stíhací pilotka († 1. srpna 1943)
- 19. srpna – Gene Roddenberry, americký scenárista a producent († 24. října 1991)
- 21. srpna – Reuven Feuerstein, izraelský psycholog († 29. dubna 2014)
- 22. srpna – Oded Becer, izraelský spisovatel († 17. října 1989)
- 23. srpna – Kenneth Arrow, americký ekonom, nositel Nobelovy ceny († 21. února 2017)
- 26. srpna – Šimšon Amicur, izraelský matematik († 5. září 1994)
- 31. srpna
  - Warren Miller, americký spisovatel († 20. dubna 1966)
  - Raymond Williams, britský literární teoretik a spisovatel († 26. ledna 1988)
- 1. září – Willem Frederik Hermans, nizozemský spisovatel a fotograf († 27. dubna 1995)
- 3. září – Jozef Schek, slovenský výtvarník († 22. srpna 2013)
- 4. září – Herb Ellis, americký jazzový kytarista († 28. března 2010)
- 6. září – Carmen Laforet, španělská spisovatelka († 28. února 2004)
- 12. září
  - Stanisław Lem, polský spisovatel, filozof a lékař († 27. března 2006)
  - Pierre Samuel, francouzský matematik († 23. srpna 2009)
- 14. září – Paulo Evaristo Arns, brazilský kardinál, arcibiskup São Paulo († 14. prosince 2016)
- 15. září
  - Ivan Bukovčan, slovenský dramatik a filmový scenárista († 25. května 1975)
  - Moše Šamir, izraelský spisovatel, publicista a politik († 21. srpna 2004)
- 16. září – Jon Hendricks, americký jazzový zpěvák a textař († 22. listopadu 2017)
- 18. září
  - Kamál Hasan Alí, egyptský premiér († 27. března 1993)
  - Nermin Abadan-Unat, německo-turecká socioložka
- 19. září – Paulo Freire, brazilský filozof († 2. května 1997)
- 21. září
  - Jehošafat Harkabi, náčelníkem izraelské vojenské zpravodajské služby († 26. srpna 1994)
  - Chico Hamilton, americký jazzový bubeník a skladatel († 25. listopadu 2013)
- 24. září – Franz Eppel, rakouský historik umění († 13. září 1976)
- 27. září – Miklós Jancsó, maďarský filmový režisér († 31. ledna 2014)
- 29. září – Ole Wivel, dánský básník († 30. května 2004)
- 30. září – Stanisław Nagy, polský teolog, kardinál († 5. června 2013)
- 5. října – Phạm Duy, vietnamský hudební skladatel († 27. ledna 2013)
- 9. října – Tadeusz Różewicz, polský básník a dramatik († 24. dubna 2014)
- 10. října – Monk Montgomery, americký jazzový baskytarista a skladatel († 20. května 1982)
- 11. října – Jozef Haríň, voják a příslušník výsadku Embassy († 22. června 2007)
- 12. října – Art Clokey, americký filmový animátor († 8. ledna 2010)
- 13. října – Yves Montand, francouzsko-italský herec a šansoniér († 9. listopadu 1991)
- 17. října – George Mackay Brown, skotský básník, prozaik a dramatik († 13. dubna 1996)
- 19. října – Gunnar Nordahl, švédský fotbalista († 15. září 1995)
- 21. října – Tursinchan Abdrachmanovová, kazašská básnířka a literární teoretička († 11. října 2003)
- 22. října – Georges Brassens, francouzský písničkář († 29. října 1981)
- 24. října
  - Georgina von Wilczek, manželka lichtenštejnského knížete Františka Josefa II. († 18. října 1989)
  - Allen Kent, americký odborník na informatiku († 1. května 2014)
- 25. října
  - Michal I. Rumunský, poslední rumunský král († 5. prosince 2017)
  - Jehudit Hendel, izraelská spisovatelka († 23. května 2014)
- 28. října – Karol Laco, slovenský politik, místopředseda vlády ČSSR († 13. dubna 2009)
- 1. listopadu
  - Ida Finková, izraelská spisovatelka polského původu († 27. září 2011)
  - Ilse Aichingerová, rakouská spisovatelka († 11. listopadu 2016)
- 3. listopadu – Charles Bronson, americký herec († 30. srpna 2003)
- 5. listopadu
  - Georges Cziffra, klavírista maďarského původu († 15. ledna 1994)
  - Fawzia Egyptská, císařovna Íránu († 2. července 2013)
- 13. listopadu – Joonas Kokkonen, finský skladatel a klavírista († 2. října 1996)
- 16. listopadu – Mikuláš Klimčák, slovenský malíř († 2. března 2016)
- 17. listopadu – Mieczyslaw Tomaszewski, polský muzikolog († 14. ledna 2019)
- 18. listopadu
  - Ferdinand Hložník, slovenský malíř a ilustrátor († 27. února 2006)
  - Liselotte Teltscherová, česká rostlinná fyzioložka († 14. června 2009)
- 22. listopadu – Rodney Dangerfield, americký komik († 5. října 2004)
- 26. listopadu – Françoise Gilot, francouzská malířka († 6. června 2023)
- 27. listopadu – Alexander Dubček, československý a slovenský politik († 7. listopadu 1992)
- 2. prosince – Carlo Furno, italský kardinál, vatikánský diplomat († 9. prosince 2015)
- 12. prosince
  - Hans Robert Jauß, německý literární teoretik († 1. března 1997)
  - Soňa Kovačevičová, slovenská etnografka († 27. prosince 2009)
- 14. prosince – František Graus, německý historik († 1. května 1989)
- 17. prosince – Ron Davies, velšský fotograf († 26. října 2013)
- 19. prosince – Štefan Mišovic, slovenský herec († 30. dubna 2008)
- 21. prosince – Alicia Alonsová, kubánská primabalerína († 17. října 2019)
- 25. prosince – Barbara Poloczkowa, polská historička a archivářka († 8. února 1994)
- 26. prosince – Steve Allen, americký herec, spisovatel a hudební skladatel († 30. října 2000)
- 28. prosince – Johnny Otis, americký hudebník a skladatel († 17. ledna 2012)
- 29. prosince – Dobrica Ćosić, jugoslávský prezident († 18. května 2014)

## Úmrtí

### Česko

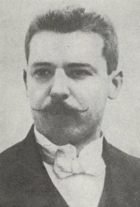
Jan Kříženecký († 9. únor)

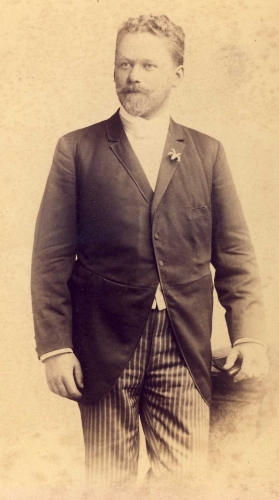
Vácslav Havel († 6. září)

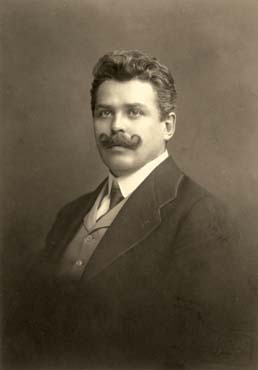
Jan Janský († 8. září)

- 8. února – Max Dvořák, historik umění (* 24. června 1874)
- 9. února – Jan Kříženecký, fotograf a filmař, průkopník české kinematografie (* 20. března 1868)
- 20. února – Josef Doubrava, královéhradecký biskup (* 29. dubna 1852)
- 22. února – Antonín Balšánek, architekt (* 6. dubna 1865)
- 6. března – Josef Teige, právník a historik (* 1. června 1862)
- 19. března – František Snopek, církevní historik a archivář (* 25. září 1853)
- 24. března – František Šulc, papežský komoří (* 8. července 1851)
- 29. března – Karel Pippich, právník, sokolský funkcionář, politik (* 21. dubna 1849)
- 3. dubna – Franz Kindermann, rakouský a český lékař a politik (* 28. prosince 1842)
- 16. dubna – Bohumil Kučera, fyzik (* 22. března 1874)
- 29. dubna – Jakub Hron Metánovský, učitel, fyzik, vynálezce a jazykový purista (* 4. června 1840)
- 3. května – Josef Hyrš, politik (* 31. srpna 1849)
- 9. května – Jan Koloušek, československý národohospodář a politik (* 15. prosince 1859)
- 13. května – Marie Hřímalá, klavíristka a operní pěvkyně (* 7. září 1839)
- 14. června – Karel Förster, houslista, varhaník a hudební skladatel (* 2. června 1855)
- 24. června – Joseph Maria Koudelka, americký biskup českého původu (* 8. prosince 1852)
- červen – Heinrich Homma, starosta Znojma (* 30. června 1845)
- 2. července – Alois Pozbyl, kněz, básník a spisovatel (* 30. června 1876)
- 5. července – Růžena Čechová, spisovatelka (* 7. října 1861)
- 19. července – Josef Hybeš, politik a novinář (* 29. ledna 1850)
- 4. srpna – Ida Marie z Lichtenštejna, knížecí princezna (* 17. září 1839)
- 6. září – Vácslav Havel, podnikatel a mecenáš (* 23. března 1861)
- 8. září – Jan Janský, objevitel krevních skupin (* 3. dubna 1873)
- 9. září
  - Alois Zábranský, soudní rada a spisovatel (* 8. února 1858)
  - Jindřich Metelka, kartograf a politik (* 11. srpna 1854)
- 24. září – František Mlčoch, československý politik (* 1. ledna 1855)
- 29. září – František Vydra, továrník a výzkumník (* 20. dubna 1869)
- 16. října – Vincenc Ševčík, československý kněz a politik (* 21. února 1862)
- 30. října – Rudolf Bruner-Dvořák, zakladatel žurnalistické fotografie (* 2. července 1864)
- 1. listopadu – Josef Mukařovský, malíř a ilustrátor (* 6. dubna 1851)
- 29. listopadu – Otakar Zachar, chemik v oboru pivovarnictví a sladovnictví (* 16. března 1870)
- 12. prosince – Karel Khun, kněz, kronikář a regionální historik (* 14. října 1866)
- 14. prosince – Vincenc Jarolímek, matematik (* 25. června 1846)

### Svět

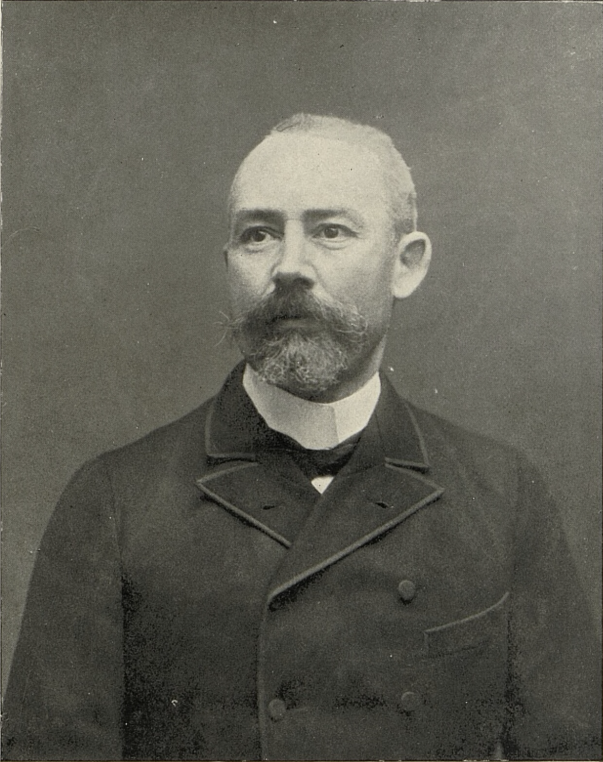
Ernest Denis († 4. ledna)

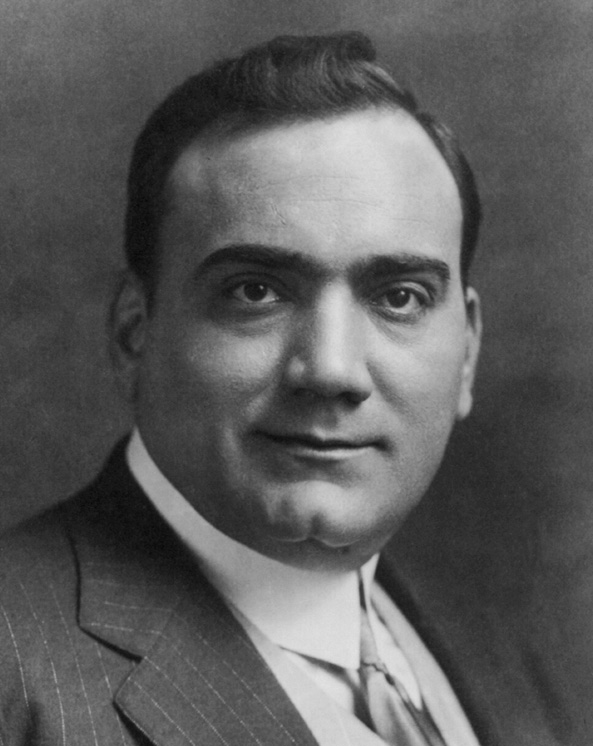
Enrico Caruso († 2. srpen)

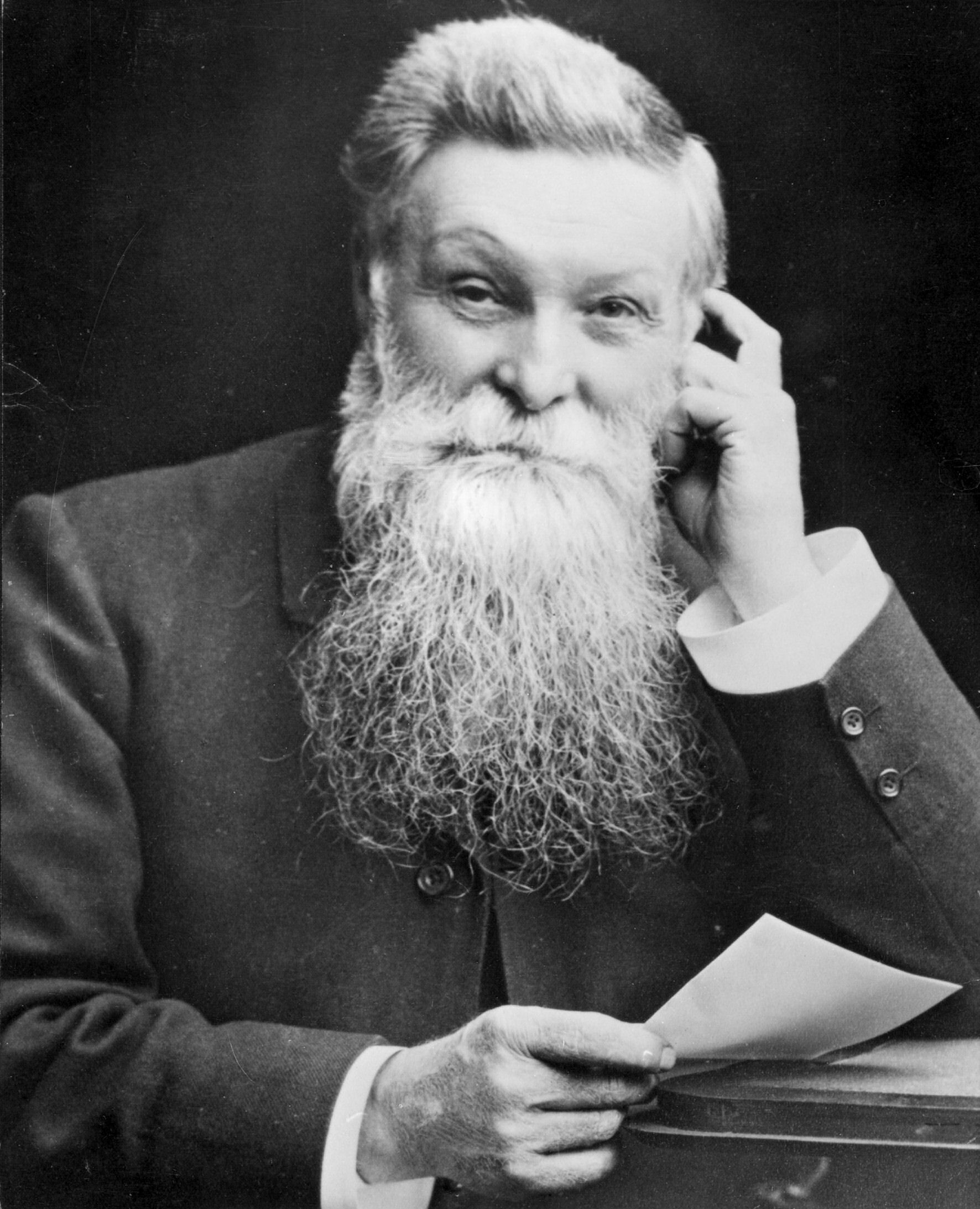
John Boyd Dunlop († 23. říjen)

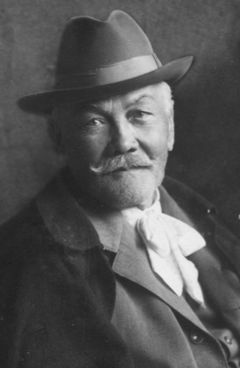
Pavol Országh Hviezdoslav († 8. listopad)

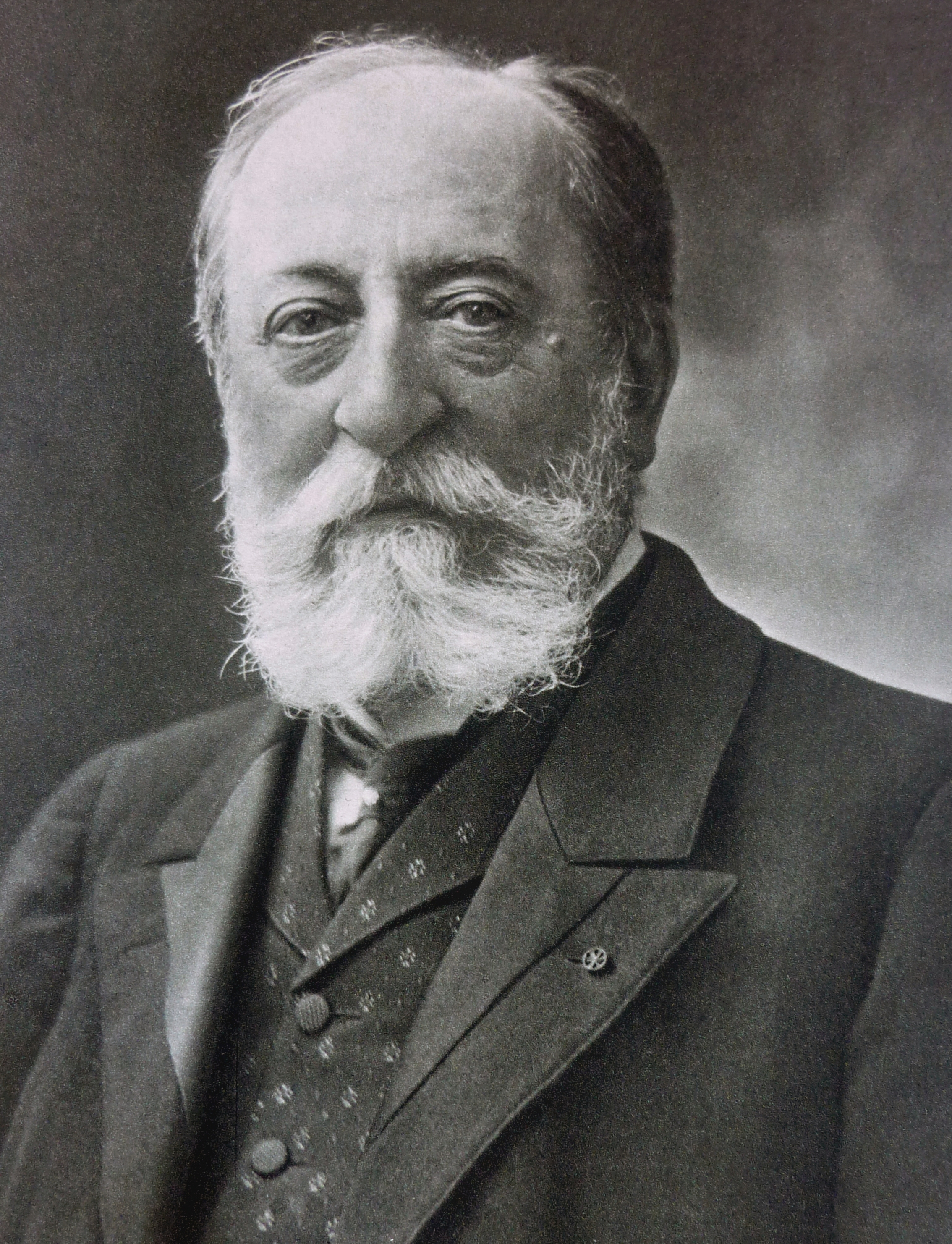
Camille Saint-Saëns († 16. prosinec)

- 4. ledna – Ernest Denis, francouzský historik a slavista (* 3. ledna 1849)
- 23. ledna – Mykola Leontovyč, ukrajinský hudební skladatel (* 13. prosince 1877)
- 2. února
  - Andrea Carlo Ferrari, arcibiskup Milána a kardinál (* 13. srpna 1850)
  - Zeno Welsersheimb, předlitavský šlechtic, generál a politik (* 1. prosince 1835)
- 8. února – Petr Kropotkin, ruský anarchista (* 9. prosince 1842)
- 12. února – Franciszek Michejda, polský národní buditel (* 3. října 1848)
- 22. února – Ernest Gunther Šlesvicko-Holštýnský, německý šlechtic (* 11. srpna 1863)
- 26. února – Carl Menger, rakouský ekonom (* 23. února 1840)
- 10. dubna – Gedeon Majunke, slovenský architekt (* 9. května 1854)
- 15. dubna – Jakob Gartner, rakouský architekt (* 22. června 1861)
- 1. března – Nikola I. Petrović-Njegoš, černohorský kníže a král; básník (* 7. října 1841)
- 2. března – Gandolph von Kuenburg, předlitavský politik (* 12. května 1841)
- 13. března – Dominik Skutecký, slovenský malíř (* 14. února 1849)
- 15. března – Talat Paša, osmanský politik a hlavní představitel Mladoturků (* 1. září 1874)
- 23. března – Jean-Paul Laurens, francouzský malíř a sochař (* 28. března 1838)
- 24. března – Kornel Divald, uherský spisovatel, historik umění a fotograf (* 21. května 1872)
- 11. dubna – Augusta Viktorie Šlesvicko-Holštýnská, poslední německá císařovna a pruská královna (* 22. října 1858)
- 30. dubna
  - Willibald Gebhardt, přírodovědec, zakladatel olympijského hnutí v Německu (* 17. ledna 1861)
  - Kamures Kadınefendi, manželka osmanského sultána Mehmeda V. (* 5. března 1855)
- 2. května – Josef Chajim Brenner, spisovatel hebrejsky psané literatury (* 11. září 1881)
- 5. května – Alfred Hermann Fried, rakouský židovský pacifista (* 11. listopadu 1864)
- 12. května – Rudolf Stöger-Steiner von Steinstätten, ministr války Rakouska-Uherska (* 26. dubna 1861)
- 13. května
  - Arpad Schmidhammer, německý ilustrátor knih a karikaturista (* 12. února 1857)
  - Jean Aicard, francouzský spisovatel, básník a dramatik (* 14. února 1848)
- 15. května – Milenko Vesnić, srbský diplomat (* 13. února 1863)
- 19. května – Edward Douglass White, americký právník a voják (* 3. listopadu 1845)
- 31. května – John Herschel, anglický plukovník, geodet a astronom (* 29. října 1837)
- 5. června – Georges Feydeau, francouzský dramatik (* 8. prosince 1862)
- 7. června – Hans Christian Cornelius Mortensen, dánský ornitolog (* 27. srpna 1856)
- 9. června – Jennie Churchill, britská šlechtična, matka britského premiéra Winstona Churchilla (* 9. ledna 1854)
- 12. června – William B. Post, americký fotograf (* 26. prosince 1857)
- 30. června – Jules Carpentier, francouzský vynálezce (* 30. srpna 1851)
- 4. července – Antoni Grabowski, polský inženýr a esperantista (* 11. června 1857)
- 13. července – Gabriel Lippmann, francouzský fyzik, nositel Nobelovy ceny (* 16. srpna 1845)
- 19. července – Josef Hybeš, český a rakouský levicový politik a novinář (* 29. ledna 1850)
- 23. července – Vasilij Slesarjev, ruský letecký konstruktér (* 1884)
- 27. července – Myrddin Fardd, velšský spisovatel (* 1835)
- 2. srpna
  - Jean Agélou, francouzský fotograf (* 16. října 1878)
  - Enrico Caruso, italský operní pěvec (* 25. února 1873)
- 7. srpna – Alexandr Alexandrovič Blok, ruský básník (* 28. listopadu 1880)
- 8. srpna – Juhani Aho, finský básník (* 11. září 1861)
- 14. srpna – Georg von Schönerer, rakouský politik (* 17. července 1842)
- 16. srpna
  - Nikola Šuhaj, podkarpatský zbojník (* 3. dubna 1898)
  - Petr I. Karađorđević, srbský král (* 1. července 1844)
- 21. srpna – Ernest Daudet, francouzský spisovatel a novinář (* 31. května 1837)
- 24. srpna – Edward Maitland, britský průkopník letectví (datum narození neznámé, zahynul při havárii vzducholodi R 38)
- 26. srpna – Ludwig Thoma, bavorský spisovatel (* 21. ledna 1867)
- 29. srpna – Joel Asaph Allen, americký zoolog a ornitolog (* 19. července 1838)
- srpen
  - Nikolaj Stěpanovič Gumiljov, ruský básník (* 15. dubna 1886)
  - Lev Černyj, ruský anarchistický básník (datum narození neznámé, zastřelen v Moskvě bez bližšího určení data)
- 8. září – Jan Janský, český lékař, psychiatr a neurolog. Objevitel krevních skupin. (* 3. dubna 1873)
- 11. září – Ludvík z Battenbergu, britský admirál (* 21. května 1854)
- 15. září – Roman Fjodorovič Ungern von Sternberg, ruský vojenský důstojník baltskoněmeckého původu zvaný Šílený Baron (* 29. prosince 1885)
- 17. září – Filip Rězak, lužickosrbský překladatel a filolog (* 22. dubna 1859)
- 21. září
  - Lev Černyj, ruský anarchistický básník (* ? 1878)
  - Eugen Dühring, německý filozof a ekonom (* 12. ledna 1833)
- 22. září – Ivan Vazov, bulharský spisovatel (* 27. června 1850)
- 27. září – Engelbert Humperdinck, německý hudební skladatel (* 1. září 1854)
- 28. září – Pauline Metternichová, vídeňská a pařížská aristokratka (* 25. února 1836)
- 29. září – John Thomson, skotský fotograf a cestovatel (* 14. června 1837)
- 2. října – Vilém II. Württemberský, poslední württemberský král (* 25. ledna 1848)
- 3. října – Józef Leśniewski, polský generál a ministr obrany (* 26. září 1867)
- 16. října – Ferdinand von Schrott, předlitavský státní úředník, soudce a politik (* 6. listopadu 1843)
- 18. října – Ludvík III. Bavorský, bavorský král (* 7. ledna 1845)
- 23. října – John Boyd Dunlop, skotský veterinář, který vynalezl pneumatiku (* 5. února 1840)
- 29. října
  - Paolo Albera, rector major salesiánů (* 6. června 1852)
  - Wilhelm Heinrich Erb, německý neurolog (* 30. listopadu 1840)
- 31. října
  - Anton Dachler, rakouský architekt a stavební inženýr (* 17. ledna 1841)
  - Johannes Thummerer, německý knihovník a spisovatel (* 17. prosince 1888)
- 3. listopadu – Andrzej Niemojewski, polský spisovatel (* 24. ledna 1864)
- 8. listopadu – Pavol Országh Hviezdoslav, slovenský spisovatel (* 2. února 1849)
- 9. listopadu – Gyula Breyer, maďarský šachista (* 30. dubna 1893)
- 14. listopadu – Isabela Brazilská, brazilská císařská princezna (* 29. července 1846)
- 22. listopadu – Edward Adams, americký bankovní lupič (* 23. dubna 1887)
- 28. listopadu – 'Abdu'l-Bahá, nejstarší syn zakladatele víry Bahá’í (* 23. května 1844)
- 12. prosince – Henrietta Swan Leavittová, americká astronomka (* 4. července 1868)
- 16. prosince – Camille Saint-Saëns, francouzský skladatel, dirigent, klavírista a varhaník (* 9. října 1835)
- 17. prosince – Gabriela Zapolska, polská dramatička, spisovatelka a publicistka (* 30. března 1857)
- 25. prosince – Vladimir Galaktionovič Korolenko, ruský spisovatel (* 27. července 1853)
- 28. prosince – Ján Ružiak, slovenský politik (* 29. listopadu 1849)
- 29. prosince – Hermann Paul, německý jazykovědec (* 7. srpna 1846)

## Hlavy států
- Československo – Tomáš Garrigue Masaryk
- Papež – Benedikt XV.
- Velká Británie
  - Jiří V. (král)
  - David Lloyd George (premiér)
- Rusko – Vladimir Iljič Lenin
- Litva – Aleksandras Stulginskis
- USA
  - Woodrow Wilson
  - Warren G. Harding
- Japonsko – Císař Taišó